# Karl Albert (Sardinien-Piemont)

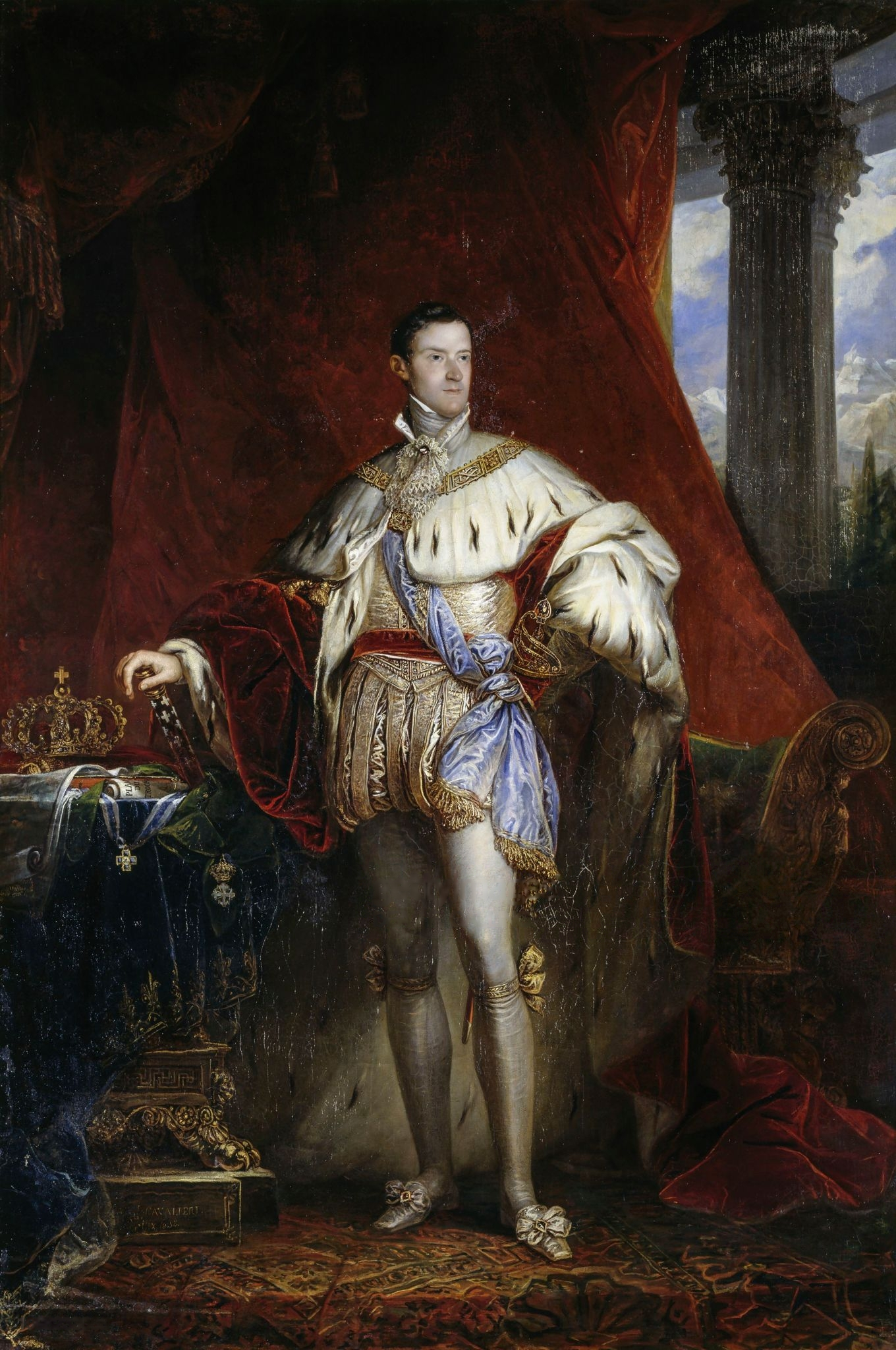
Karl Albert (um 1832)

Karl Albert Amadeus, italienisch Carlo Alberto Amadeo (* 2. Oktober 1798 in Turin; † 28. Juli 1849 in Porto) war von 1831 bis 1849 König von Sardinien-Piemont und Herzog von Savoyen.

## Leben

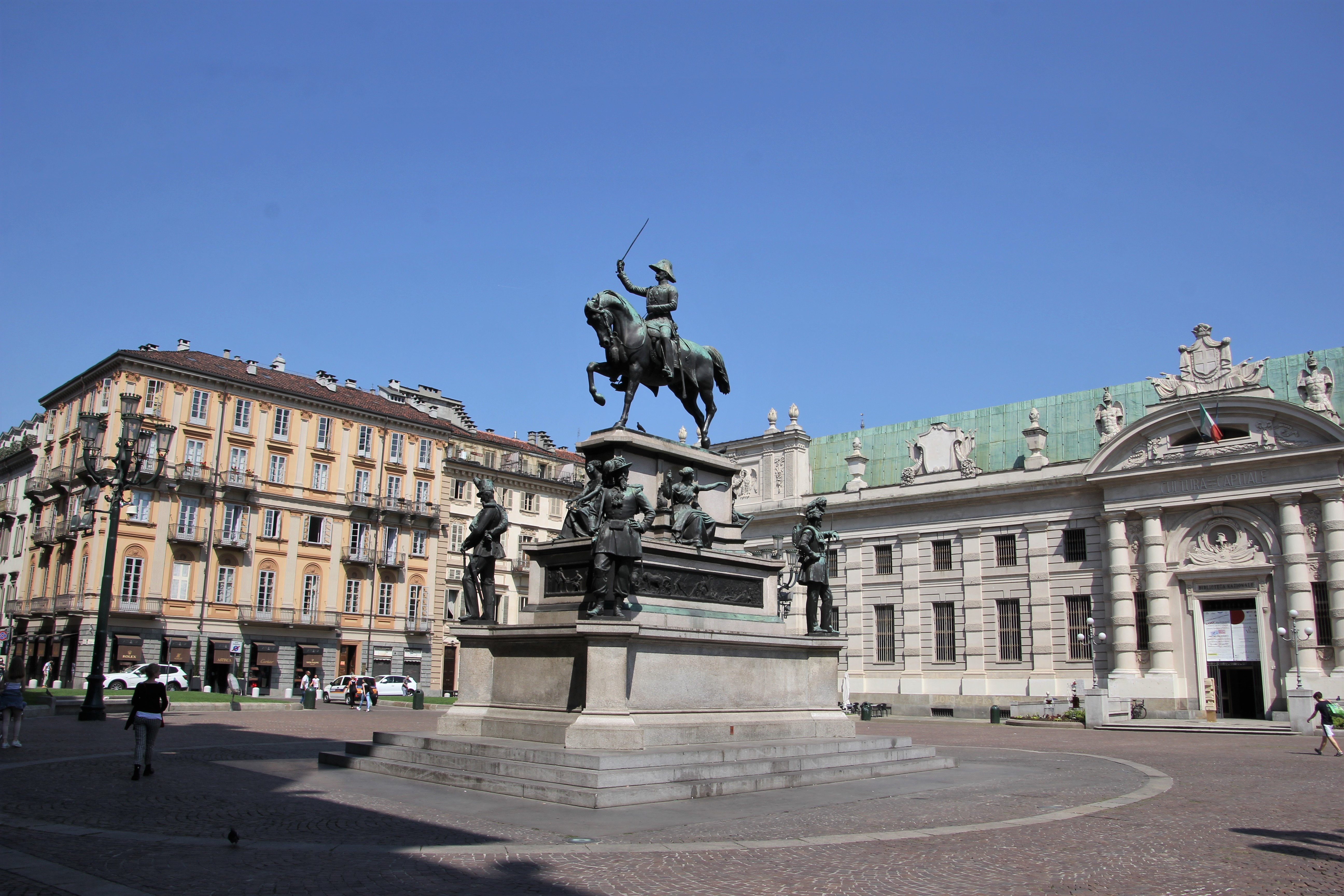
Piazza Carlo Alberto in Turin mit Reiterstandbild des Regenten

Karl Albert war der Sohn von Karl Emanuel von Savoyen-Carignan und dessen Gemahlin Maria Christina von Sachsen, Tochter des Herzogs Karl von Kurland. Er folgte schon 1800 mit dem Titel eines Fürsten von Carignan seinem Vater in den französischen und piemontesischen Besitzungen nach. Er stand aber bis zur Volljährigkeit unter Vormundschaft seiner Mutter, die sich mit dem Fürsten von Montléart wieder vermählte. Erzogen wurde er in Dresden, Genf und später in Paris in einer intellektuellen Atmosphäre. Ab 1817 lebte er dann auf seinen Gütern im Piemont, wo er 1821 an die Spitze der Revolution trat.
Nachdem am 13. März 1821 König Viktor Emanuel I. von Sardinien infolge eines Aufstandes des Geheimbundes der Carbonari abgedankt hatte, wurde er von diesem vorübergehend zum Regenten ernannt, da der neue König Karl Felix, ein jüngerer Bruder von Viktor Emanuel I., sich noch in Modena aufhielt. Karl Albert, der möglicherweise die Carbonari unterstützte, erließ eine liberale Verfassung, die von Karl Felix nach seiner Rückkehr wieder außer Kraft gesetzt wurde. Dieser sandte ihn nach Spanien, wo er die monarchistischen Kräfte Frankreichs unterstützen und die liberale Revolution unterdrücken sollte, um so Ferdinand VII. die Rückkehr auf den Thron zu ermöglichen. Dies stellte das beschädigte Ansehen Karl Alberts bei den Konservativen wieder her.
1831 starb König Karl Felix kinderlos und Karl Albert folgte ihm als entfernter Cousin auf den Thron. Er führte zunächst dessen konservative Politik fort, ging ein Militärbündnis mit Österreich ein und unterdrückte liberale Bewegungen. Gleichwohl verwirklichte er während seiner Regierungszeit Reformvorhaben, schuf ein Gesetzbuch nach dem Vorbild des Code Napoléon, ordnete das Militär neu und unterstützte Kunst und Wissenschaft. Bereits kurz nach Herrschaftsantritt öffnete er den exklusiven Orden der Heiligen Mauritius und Lazarus für Angehörige des Bürgertums und stiftete den Zivilverdienstorden von Savoyen. 1836 finanzierte er das nach ihm benannte Reduit Carlo Alberto in der Festung Fenestrelle und 1840 nahm er Kontakt zu moderaten Liberalen auf und begann sich mehr und mehr gegen Österreich zu wenden. Mit der Fusione Perfetta von 1847 wurden die bisher nur durch Personalunion vereinten Königlich Sardinischen Staaten zu einem Einheitsstaat unter dem Namen „Königreich Sardinien“ zusammengeschlossen.

Wappen des Königreichs Sardinien ab 1848

Am 4. März 1848 stimmte er einer Verfassung zu, die die konstitutionelle Monarchie einführte. Nach dem Ausbruch einer Revolution im von Österreich beherrschten Königreich Lombardo-Venetien erklärte er, von Camillo Benso von Cavour beeinflusst, am 23. März 1848 Österreich den Krieg. Nach Anfangserfolgen (Schlacht von Goito) erlitt er in der Schlacht bei Custozza in der Nähe des Gardasees gegen Josef Graf Radetzky eine Niederlage und schloss am 9. August 1848 einen Waffenstillstand. Nach einem Aufstand in der Toskana kam es erneut zum Krieg, in dem Karl Albert am 23. März 1849 bei Novara von Radetzky geschlagen wurde. Daraufhin entschloss sich Karl Albert, zugunsten seines Sohnes Viktor Emanuel II. abzudanken.
Noch am selben Abend reiste er ab. Er fuhr per Kutsche bis ins Fürstentum Monaco, wo er am 26. März ankam. In Nizza erhielt er einen Pass, mit dem er problemlos in Frankreich, Spanien und Portugal reisen konnte. Am 1. April erreichte er Bayonne.
Er fuhr weiter nach Torquemada, Valladolid, Leon, La Coruña, wo er am 10. April ankam und wo die Straßen endeten. Zu Pferd erreichte er bei schlechtem Wetter Lugo und überquerte am 15. April bei Caminha die Grenze zu Portugal. Von hier aus erreichte er Viana do Castelo, Póvoa de Varzim und schließlich am 19. April Porto.
Karl Albert war krank und wurde im Hotel do Peixe untergebracht, wo er zwei Wochen blieb, während sich sein Zustand verschlechterte. Dann zog er in das Haus eines Privatmannes (Rua de Entre Quintas) mit Blick aufs Meer. Hier begrüßte er am 3. Mai Giacinto Provana di Collegno und Luigi Cibrario, die ihm einen Gruß der sardischen Regierung überbrachten. Zu ihnen sagte er:

„Trotz meiner Abdankung, sollte jemals ein neuer Krieg gegen Österreich entstehen ... werde ich spontan, auch als einfacher Soldat, in die Reihen der Feinde stürmen ...  wird eines Tages erreicht, was ich versucht habe. […] Die Nation hatte vielleicht bessere Prinzipien als ich, aber niemand liebte sie so sehr. Um sie frei, unabhängig und groß zu machen ... Ich habe alle Opfer mit einem glücklichen Herzen gebracht ... Ich suchte den Tod [im Kampf] und fand ihn nicht ...“

Der ehemalige König litt an Husten und nachlassenden Kräften; er hatte zwei Herzinfarkte. Er las Briefe und Zeitungen, die aus Italien kamen. Er schrieb an seine Frau; und er schrieb viel an die Gräfin von Robilant. Er verbot seiner Mutter, seiner Frau und seinen Kindern, ihn zu besuchen.
Im Juni verschlechterte sich sein Gesundheitszustand weiter. Ab dem 3. Juli konnte er nicht mehr aufstehen und wurde von immer häufiger auftretenden Hustenanfällen geschüttelt. Am Morgen des 28. Juli ging es ihm besser; dann erlitt er einen dritten Herzinfarkt. Der portugiesische Priester Antonio Peixoto, der ihm geistlichen Beistand leistete, spendete ihm die Sterbesakramente. Karl Albrecht murmelte: In manus tuas, Domine, commendo spiritum meum („In deine Hände, Herr, befehle ich meinen Geist.“) Er schlief mit dem Kruzifix auf der Brust ein und starb am um 15:30 Uhr im Alter von knapp 51 Jahren.
Der Leichnam wurde einbalsamiert und in der Kathedrale von Porto aufgebahrt. Am 3. September trafen die Schiffe Monzambano und Goito unter dem Kommando von Eugenio di Savoia, Cousin des Verstorbenen, ein. Am 19. September wurde der Leichnam an Bord der Monzambano gebracht, die noch am selben Abend nach Genua segelte, wo sie am 4. Oktober eintraf. Die Beerdigung fand am 13. Oktober unter großer Beteiligung der Bevölkerung im Turiner Dom statt, zelebriert vom Erzbischof von Chambéry Alexis Billiet und fünf piemontesischen Bischöfen. Am Tag danach wurde der Leichnam in der Krypta der Basilika Superga bei Turin beigesetzt.
Ende des 19. Jahrhunderts ließ seine Schwester Augusta de Montléart die Capela Carlos Alberto in Porto zu seinem Gedenken errichten.

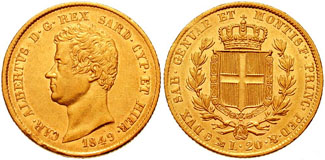
20 Lire-Goldmünze von Karl Albert aus dem Jahre 1849

## Nachkommen
Am 30. September 1817 heiratete er in Florenz Maria Theresia von Österreich-Toskana, Tochter des Großherzogs Ferdinand III. von Toskana. Sie gebar ihm die Kinder:
- Viktor Emanuel (* 14. März 1820; † 9. Januar 1878), König von Italien,
- Fernando Maria (* 15. November 1822; † 10. Februar 1855), Herzog von Genua, und
- Maria Christina (* 2. Juli 1826; † 15. Juli 1827), Prinzessin von Sardinien.